# I Hate U
«I Hate U» — песня американской певицы SZA, вышедшая 12 декабря 2021 года. Первоначально она был выпущена вместе с двумя другими песнями в аккаунте SZA на SoundCloud в августе 2021 года, а затем был выпущен на основных платформах 3 декабря 2021 года после того, как набрал популярность в приложении для обмена видео TikTok. В песне о расставании SZA подробно рассказывается о том, что пошло не так в прошлых отношениях, выражается негодование по отношению к её бывшему другу, но признается, что она всё ещё скучает по ним. «I Hate U» — это электронная R&B песня с «хрустящим» мрачным инструменталом, содержащим расслабленный «эфирный» припев и куплеты с элементами хип-хопа.
Песня дебютировала на седьмом месте в американском хит-параде Billboard Hot 100, а также возглавила хит-парады Hot R&B/Hip-Hop Songs и Hot R&B Songs.

## История
Изначально песня была выпущена эксклюзивно и анонимно на SoundCloud 22 августа 2021 года вместе с двумя другими треками, «Joni» и «Nightbird». Она рассказала, что её астролог поощрял её выпускать эти песни. После того, как «I Hate U» стал вирусным на TikTok и получил тёплый отклик от фанатов, SZA решила выпустить его официальный релиз, заявив: «Честно говоря, это началось как тренировка. Я просто хотела где-нибудь высказать свои мысли. Без давления … вы все сделали это, и я не злюсь…». Однако после того, как песня заняла первое место в США на платформе Apple Music, SZA сообщила, что эта песня является официальным синглом, опубликовав в социальных сетях сообщение: «Одна вещь, которую я хочу сделать, — сделать её синглом, даже если это не так! Я тебя люблю! Спасибо!». Она также считала релиз на SoundCloud «экспериментом».

## Отзывы
Композиция, в целом, была одобрительно встречена музыкальными экспертами и обозревателями. Джастин Курто из Vulture назвал «I Hate U» «волнующей песней о расставании, основанной на лирической прямоте SZA», в то время как Хайден Дэвисс из Pilerats нашёл её «тонким и, казалось бы, обязательным к 90-м подходом к звучанию SZA, с хрустящим продакшном, колеблющейся среди вокала SZA». Александр Коул из HotNewHipHop дал песне оценку «Very Hottttt» (очень горячая, страстная), отметив «мрачную постановку, которая идеально дополняет голос певицы», и отметил, что «на протяжении всего трека она поёт о недавнем разрыве и о том, как ей хотелось бы, чтобы все сложилось иначе». Киаран Бреннан из Hot Press сказал, что песня, наряду с «Joni» и «Nightbird», «демонстрирует музыкальное разнообразие SZA», а певица «переключается между страстным, эмоциональным вокалом и релаксирующими строками текста». Робин Моват из Okayplayer отметила, что песня «наполнена размышлениями о любви, душевной боли и её свободе от любви, которая пошла не так». Джек МакЛоун из NorthJersey.com считал трек SZA визитной карточкой, несмотря на то, что он обнаружил, что «её вокал в припеве более эфирный, в то время как в куплетах она приближается к традиционному исполнению R&B с некоторыми явными влияниями хип-хопа». Наледи Уше из PopSugar назвала песню «бэнгером для людей с разбитым сердцем со всего мира». Сравнивая эту песню с треком Принса «Eye Hate U» (1995), критики Jezebel отметили «расслабленный темп и клавишные в стиле яхт-рок подчеркивает страстное желание „послать всех на х…“ и общую идею ненавидеть кого-то, потому что ты его так сильно любишь». Однако они отметили, что "несмотря на название песни, это не поцелуй, а ответный звонок, высоко оценив «ловкий» хук. Джейсон Липшуц из Billboard похвалил песню за демонстрацию «вокальной силы, которая сделала её такой захватывающей фигурой в популярной поп-музыке и R&B». Точно так же Дэвид Аарон Блейк из HipHopDX отметил синтезатор, «пышный» инструментал и громкий голос SZA.

## Коммерческий успех
Трек дебютировал на седьмом месте в американском хит-параде Billboard Hot 100 в чарте от 18 декабря 2021 года, став пятым хитом певицы в top-10 после «What Lovers Do» (Maroon 5, № 9, ноябрь 2017); «All the Stars» (Kendrick Lamar, № 7, март 2018); «Good Days» (№ 9, февраль 2021); «Kiss Me More» (Doja Cat, № 3, июль 2021). «I Hate U» также возглавил хит-парады Hot R&B/Hip-Hop Songs (первый здесь её чарттоппер) и Hot R&B Songs (второй её лидер этого рэп-чарта после «The Weekend» в январе 2018).

## Позиции в чартах
| Чарт (2021)                            | Высшая позиция |
| -------------------------------------- | -------------- |
| Австралия (ARIA)                       | 19             |
| Ирландия (IRMA)                        | 27             |
| Нидерланды (Single Tip)                | 1              |
| Новая Зеландия (Recorded Music NZ)     | 9              |
| Швеция (Heatseeker, Sverigetopplistan) | 2              |
| Великобритания (OCC UK Singles)        | 38             |
| США (Billboard Hot 100) ·              | 7              |
| США (Hot R&B/Hip-Hop Songs, Billboard) | 1              |
| США (Hot R&B Songs, Billboard)         | 1              |